# Carlos Pellegrini

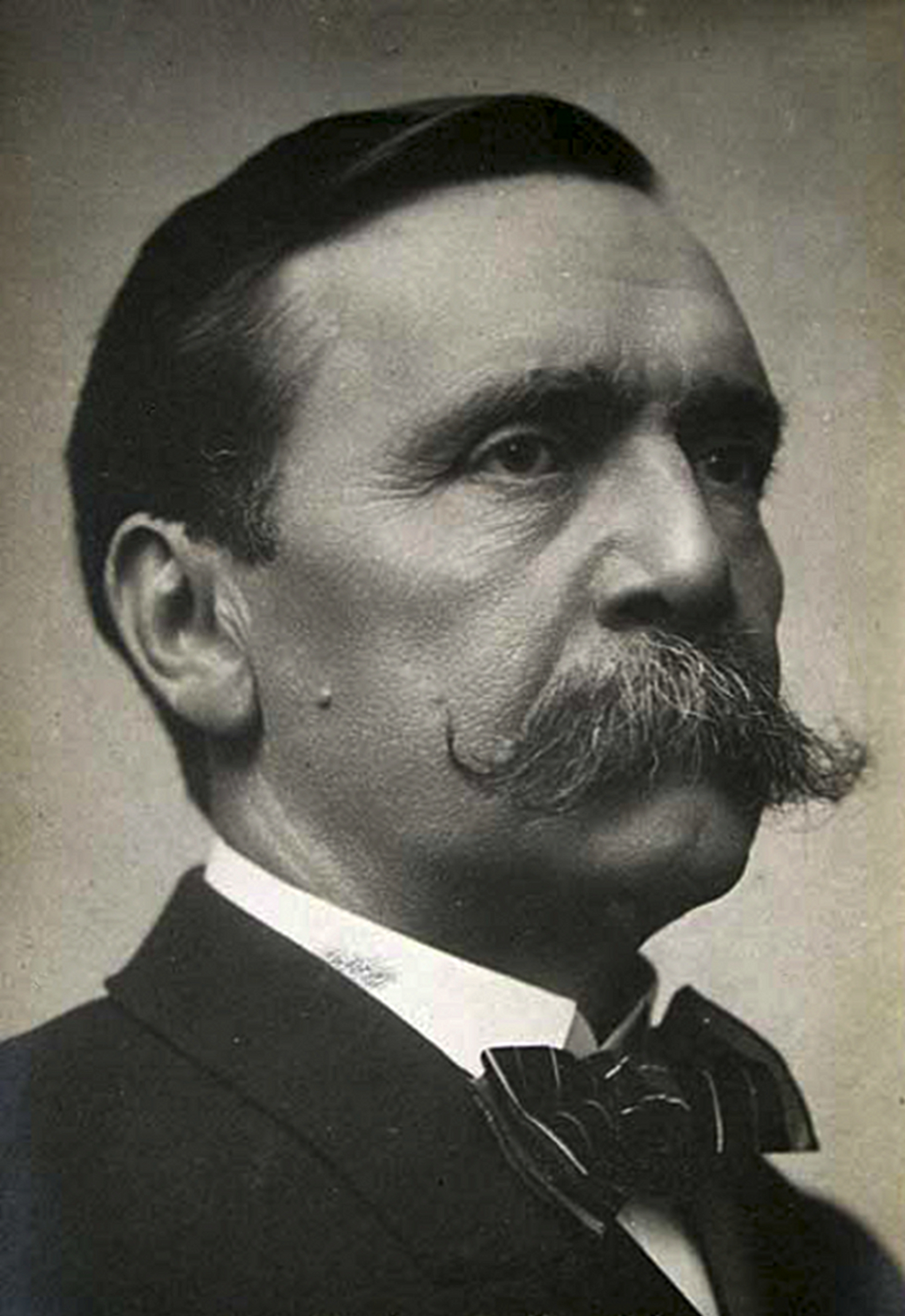
Carlos Pellegrini

Carlos Enrique José Pellegrini Bevans (* 11. Oktober 1846 in Buenos Aires, Argentinien; † 17. Juli 1906 in Buenos Aires) war vom 6. August 1890 bis zum 12. Oktober 1892 Präsident von Argentinien.

## Leben
Pellegrini wurde in Buenos Aires als Sohn von Charles Henri (oder Carlos Enrique) Pellegrini und dessen Frau María Bevans Bright geboren. Sein Vater, aus Croglio, war ein aus Chambéry in Savoyen eingewanderter Ingenieur, seine Mutter stammte aus England. 1863 begann Carlos Pellegrini ein Studium der Rechtswissenschaft an der Universität Buenos Aires, das er unterbrach, um als Soldat am Tripel-Allianz-Krieg gegen Paraguay teilzunehmen. 
Nach Abschluss des Studiums 1869 mit der Doktorarbeit (El Derecho Electoral – „Das Wahlrecht“) arbeitete er in Finanzministerium von Argentinien. 1873 wurde er als Abgeordneter für die Provinz Buenos Aires ins Parlament gewählt.
1886 wurde er Vizepräsident des Präsidenten Miguel Juárez Celman. Als dieser 1890 nach einer Revolution (Revolución del Parque) sein Amt niederlegen musste, wurde Pellegrini sein Nachfolger und blieb bis 1892 Präsident Argentiniens.
Er pflegte eine Freundschaft zu dem Industriellen und Gründer der Banco Tornquist Ernesto Tornquist.
Unter seiner Präsidentschaft wurde die wichtigste staatliche Bank, die Banco de la Nación Argentina, geschaffen.
Nach seiner Präsidentschaft bot ihm sein Nachfolger Luis Sáenz Peña den Posten des Kriegsministers an, welchen Pellegrini jedoch ablehnte. Stattdessen befehligte er eine militärische Einheit, die einen Aufstand in der Provinz Tucumán erfolgreich niederschlug. 1895 wurde er Senator im argentinischen Parlament. 1904 schied er aus dieser Position aus. Er starb 1906 in Buenos Aires. Pellegrini ist auf dem Friedhof La Recoleta in Buenos Aires begraben.

## Privates
1871 heiratete er Carolina Lagos García. Die Ehe blieb kinderlos.